# ぶらっくさむらい
ぶらっくさむらい（1980年11月16日 - ）は、日本のお笑い芸人。
愛知県名古屋市中村区出身。本名は武内 剛（たけうち ごう）。サイズは身長168cm、体重66kg、血液型はO型。

## 来歴・人物
日本人の母とカメルーン人父を持つハーフ。しかし父と一緒に暮らしたことは無い。また、カメルーンはおろかアフリカ大陸にも行ったことが無く、日本語（名古屋弁）しか話せなかった。
部活は、小学生から高校生まで一貫して美術部。名古屋大谷高等学校を経て、愛知県内の大学を卒業。
「自分のアイデンティティを探すため」として、2004年にアメリカに渡り、ニューヨークの演劇学校「HB Studio」で3年間、歌と演技を学び英語も習得。同校卒業後は、多くの映画、ミュージカル、舞台などに出演。また、シンガーソングライターとしても活動し、2010年に自主制作によるファーストアルバム『My Baby NY』を発表。
母親らに帰国を促され、2012年に帰国。その後はAMEMIYAに影響される形で、AMEMIYAと同じSMAに自分を売り込んで所属することが出来、同年9月にお笑い芸人へ転身。
第1回、第2回歌ネタ王決定戦で準決勝進出。R-1ぐらんぷり2017、準決勝進出 (2013.14.15、3回戦進出)。長州小力によるMCでニコニコ生放送にて放送中の、マシェリバラエティ「小力の小部屋」の勝ち抜きネタバトル、マシェ1グランプリにて5週勝ち抜き、ピン芸人初の4代目マシェ1チャンピオンに輝いた。第4回、第5回お笑いハーベスト大賞本選大会出場。
2013年11月に初単独ライブ『天邪鬼〜Amanojyaku〜』を行った。
おはスタスーパーライブに「地図記号の歌」を歌う謎の男として不定期でレギュラー出演していた。2016年4月1日の放送の終盤にて、番組を卒業する山寺宏一を見送る群衆の一人として久々に出演。
視力が良いイメージのあるアフリカ人とのハーフだが、実際の視力は2003年の時点で左右共に0.3しかないことを持ちネタにしている。
区役所に行った時に通訳が出て来たことがある。また身分証明書を出した時に本名と外見のギャップから偽物と思われ拒否されたこともあった。
2017年12月限りで約5年間所属したSMA HEET Project（ソニー・ミュージックアーティスツ）を離れ、2018年1月にサンミュージックプロダクションに移籍。
その後、2020年9月にサンミュージックを退所し、フリーになる。「竹内きらら」名義でエッセイ漫画も描いている。レンタル黒人としても活動している。

## 芸風

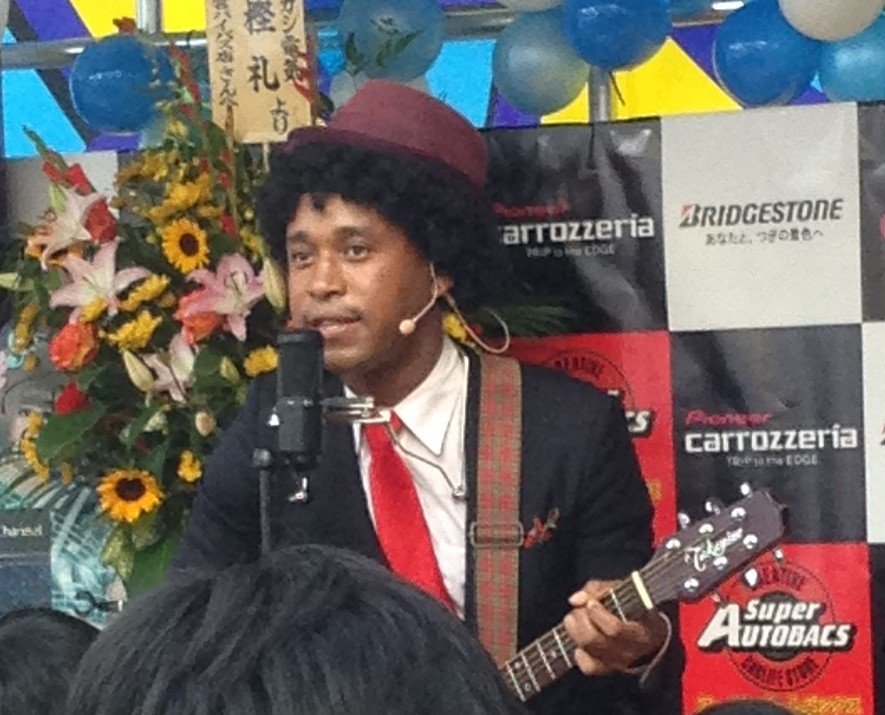
スーパーオートバックス大宮バイパスにて（2015年9月27日）

シンガーソングライター、ミュージシャンだった経歴を生かし、ギター漫談、弾き語りを交えての替え歌、物真似、ラップ・一人コントなどを行っている。ネタには「残念なハーフの歌」などがある。
「見た目は黒でも中身は草食系黄色人種」、を自称。なお、物真似レパートリーにはAi、ニューオリンズの路上にいた黒人ブルースマン、長渕剛、ルイ・アームストロングなどがある。
タイムボムのニックと仲が良く、「ニック&ぶらっくさむらい」というラップユニットを組むこともある。またM-1グランプリ2018ではタイムボムとのユニット「人種三兄弟」（後に「地球人ズ」と改称）を結成してトリオ漫才に挑戦し、3回戦に進出した。「地球人ズ」では「ンジョモ」という芸名を用いている。

## 出演

### テレビ番組
- 夢のちから（東海テレビ）
- 日曜ゴールデンで何やってんだテレビ（TBS、2013年2月17日）
- 爆笑そっくりものまね紅白歌合戦スペシャル『大激突!ワンサカ祭り!』（フジテレビ、2013年4月12日）
- ワラリズム（フジテレビ、2013年4月8日）
- 日10☆演芸パレード（毎日放送・TBS系、2013年5月19日）初出演
- 芸人報道（日本テレビ、2013年6月17日）
- 北陽のドッキリ☆親孝行（中京テレビ放送 他）
- IPPONスカウト（フジテレビ、2013年5月25日）
- カンニングのDAI安吉日!（BSフジ、2013年6月15日）
- saku saku（テレビ神奈川、2013年7月15日 - 19日）
- 笑っていいとも!（フジテレビ、2013年7月5日）
- シューイチ（日本テレビ、2013年8月4日）
- 雨上がり決死隊のトーク番組アメトーーク!（テレビ朝日、2013年8月15日）
- 第4回あなたが選ぶ!お笑いハーベスト大賞（BS日テレ、2013年9月7日）
- ガールズトーク　薔薇組（テレビ朝日、2013年12月17日・24日）
- ホムカミ〜ニッポン大好き外国人 世界の村に里帰り〜（TBS、2014年1月12日）
- せまソン♪（日本テレビ、2014年1月16日）
- おはスタ（テレビ東京、2014年1月17日〜 6月27日）
- 『お・ま・た・せ♪ゲーム王』〜すごい奴がやってきたSP〜!（朝日放送、2014年2月21日）
- 踊る!さんま御殿!!（日本テレビ、2014年3月25日）
- ものまねグランプリ（日本テレビ、2014年4月22日、2015年5月19日）
- 朝生ワイド す・またん!（読売テレビ、2014年7月4日）
- うわっ!ダマされた大賞 2014夏3時間SP（日本テレビ、2014年8月4日）外国人エキストラ役
- 中居正広の金曜日のスマたちへ（TBS、2014年8月29日）再現VTR
- エンタの神様（日本テレビ、2015年3月21日、7月19日、2016年3月26日、10月1日、12月24日、2017年8月30日、9月30日）
- 公開ネタ見せ番組〜*輝け!ギャラ3000円芸人〜（BSスカパー!、2015年8月10日）
- BAZOOKA!!!（BSスカパー、2015年11月2日、2016年8月8日）
- ネプ&ローラの 爆笑まとめ!2015 スペシャルステージ!!（TBS、2015年11月28日）
- 今夜もドル箱V(テレビ東京、2016年6月7日）
- ミュージャック(関西テレビ、2016年6月17日、11月4日）
- ゴッドタン(テレビ東京、2016年9月3日、2017年3月5日）
- Rの法則（NHK Eテレ、2016年10月18日）
- バクモン学園（テレビ朝日、2017年4月24日）
- 水曜日のダウンタウン（TBS、2017年5月10日）
- BS笑点(BS日テレ、2017年9月20日)
- 朝まであらびき団SP(TBS、2017年12月29日)
- どうなる?（TOKYO MX）（2015年7月6日 - 11月30日）

### ウェブ番組
- AKB48グループドラフト生　チームK後藤と下口がやってみた〜48番勝負（NOTTV、2014年2月13日・14日）
- 売名ステーション（YouTube、2020年11月28日）
- ポリタスTV（YouTube、2024年9月17日）

### ラジオ
- MCおんのおん☆しつ （鎌倉FM、2012年10月18日）
- Emotional Beat 姫ラジ（レインボータウンFM、2013年7月27日）
- コピーガードキャンセラーのヤマカジ（FMやまと、2014年1月27日）
- サンドウィッチマンの天使の作り笑い（NHKラジオ第一、2015年4月28日）
- 大竹まこと ゴールデンラジオ!（文化放送、2024年9月25日）

### 映画
- 猫侍 南の島へ行く（2015年） - 原住民役

### 演劇
- 365days plays（2006年）
- Black Samurai（2006年） - 武内剛（本人）役
- 365 days plays（2007年）
- The Exception and The Rule（2008年）
- Momotaro and Old Japanese Tales（2008年） - 猿役
- Go（2008年）- 武内剛（本人）役
- The Light In Jodo（2008年）
- The Santa Clause Show（2008年）
- The New Student （2009年） - アフリカ留学生役
- A Survivor's Celebration（2009年）
- Songs That Got us Through （2009年） - ジャズマン役
- 沓掛時次郎（2009年） - 沓掛時次郎役
- Dear World：Deaf　Mute（2009年）
- Go（2010年） - 武内剛（本人）役
- The Cradle will Rock （2010年）[8]
- パッションプレイ（2011年） - ゴスペルクワイヤー役
- UTSUKE {アフリカ座}（2014年） - 弥助役